# 王石岑
王石岑（1914年9月—1996年8月），原名王忠信，安徽合肥人，安徽省政协第三、四届常委。中国国画家，擅长中国山水画。

## 生平
少年时代师从合肥画家陈茀塘学画，1940年代师从中央大学黄君璧教授。1957年始任教于安徽师范学院艺术科、皖南大学艺术科、安徽艺术学院美术系、合肥师范学院艺术系、安徽师范大学艺术系，历任讲师、副教授、教授、硕士生导师。1963年加入中国美术家协会，曾任首届中国画研究院院委、安徽省书画院副院长。主要作品有《晓雾初开》、《望岳渡千山》、《梅岭初晴》、《群峰竞秀》、《黄山莲花峰》、《黄山百丈泉》等。陈列于人民大会堂贵宾接待厅的巨幅铁画《迎客松》画稿由其所创作。王石岑的作品《望岳渡千山》陈列于中国驻法国大使馆，他的作品也曾在意大利、美国、丹麦等国展出。